# Capraia

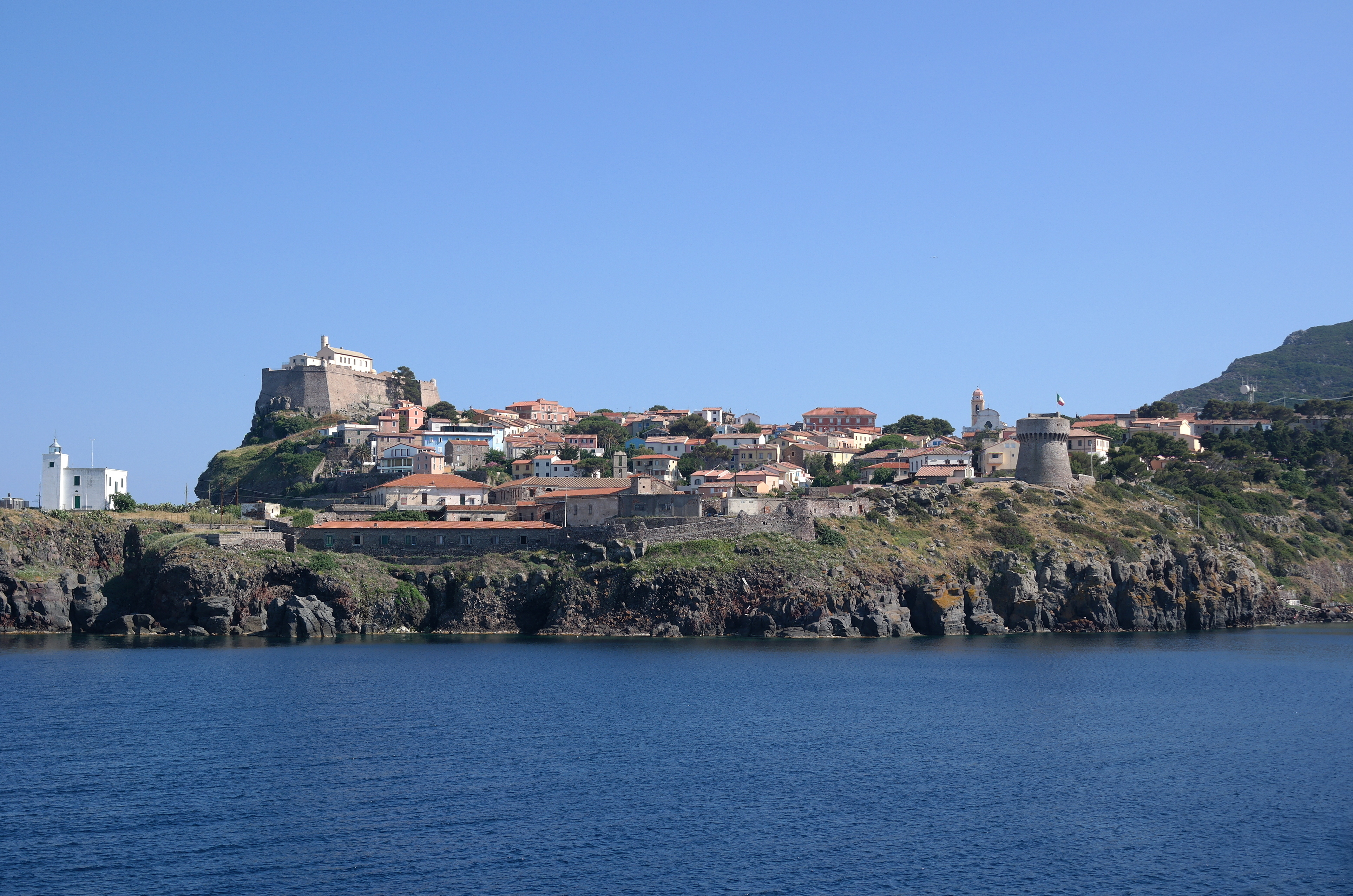
Isla Capraia

Capraia (conocida anteriormente como Capraria) es una isla de Italia, que forma parte del archipiélago Toscano. Pertenece a la provincia de Livorno, situada a 62 km de su capital, 32 km al norte de la isla de Elba y a 30 km de Córcega. De origen volcánico, tiene un área de 19 km² y su cota más alta es de 466 m. La isla tiene tan sólo una población, capital de su propio municipio, Capraia Isola cuya población es de 587 habitantes (31 de diciembre de 2011).
En la isla se produce vino, y es un centro de pesca de anchoas. En 1527 fue tomada por Génova y fue fortificada. En 1796 fue ocupada durante un tiempo por Nelson. Parte de la isla fue usada como Colonia penal, cuya actividad cesó en 1986. A 40 km al norte se encuentra la isla de Gorgona, famosa por sus anchoas.

## Demografía
| Gráfica de evolución demográfica de Capraia entre 1861 y 2001 |
|                                                               |
| Fuente ISTAT - elaboración gráfica de Wikipedia               |

## Homonimia
Otra isla italiana, ubicada en el Adriático, perteneciente al archipiélago de Tremiti, tiene el mismo nombre. 